# Five Nights at Freddy's 3
Five Nights at Freddy's 3 este un joc video survival horror point-and-click creat de Scott Cawthon, fiind al treilea din seria de succes Five Nights at Freddy's. Jocul a fost lansat în martie 2015 pentru Microsoft Windows, Android și iOS. Acțiunea se petrece la o atracție horror numită "Fazbear's Fright", la 30 de ani după primul joc, inspirată de diferitele legende despre restaurantele Freddy Fazbear's Pizza. Ca și în primele jocuri din serie, jucătorul își asumă rolul unei gărzi de noapte și trebuie să supraviețuiască atacurilor unor animatronici posedați, în acest caz doar unul singur, Springtrap (deși în joc apar și fantomele altor animatronici vechi, acum distruși, precum Phantom Freddy, Phantom Chica, Phantom Foxy, Phantom Mangle, Phantom Balloon Boy și Phantom Puppet, care nu îl pot răni direct pe jucător), având la dispoziție doar un sistem de camere de supraveghere și un sistem audio ce poate fi folosit pentru a-l ademeni pe Springtrap într-o altă încăpere.

## Povestea
Jucătorul este un angajat anonim la Frazbear's Freight, o atracție horror inspirată de restaurantele Freddy Fazbear's Pizza originale și construită folosind obiecte din acestea. O săptămână înainte de deschiderea atracției, jucătorul este instruit să aibă grijă de loc, folosind camere plasate prin diferite încăperi și ventilație, precum și să se ocupe de trei sisteme de operare - camerele, ventilația și audio - care se strică ocazional și trebuiesc restartate. În plus, jucătorul poate avea ocazional halucinații cu animatronicii vechi, dar aceștia nu îl afectează în mod direct, ci doar strică unul dintre sistemele de operare.
După prima noapte, personalul găsește un animatronic vechi și deteriorat, pe care îl numesc "Springtrap" și îl depozitează în una dintre camerele atracției. Totuși, după ce acesta prinde viață, jucătorul trebuie să-l prevină să ajungă în biroul său, lipsit de uși, folosind sistemul audio pentru a-l ademeni în alte camere. Asemănător cu celelalte două jocuri, în fiecare noapte jucătorului îi este lăsat un mesaj pe o casetă care îi dă instrucțiuni și vorbește despre costumul lui Springtrap, care a fost cândva al lui Spring Bonnie, unul dintre primii animatronicii ai companiei creați vreodată, și a fost conceput inițial să fie poată fi purtat și de oameni, precum și despre o "cameră de siguranță", care este complet ascunsă vizitatorilor, precum și majorității personalului, și nu apare pe cameră. În casetele următoare, se spune de ce purtarea costumului de oameni este o ideea proastă, în urma unui accident în care arcurile din interior au cedat iar persoana dinăuntru a murit, și că este important ca nimeni să nu intre vreodată în camera de siguranță.
Ca și în Five Nights at Freddy's 2, există mai multe minigame-uri ascunse ce detaliază povestea din spatele jocului. În fiecare dintre minigame-urile pentru nopțile 1, 2, 3 și 4, jucătorul îl controlează pe unul dintre animatronicii din primul joc (Freddy, Bonnie, Chica și Foxy), care urmează un animatronic misterios, înainte de a fi atacați și dezasamblați de William Afton, proprietarul tuturor restaurantelor Freddy Fazbear's Pizza, și în secret Purple Guy, ucigașul care a omorât acum mult timp 5 copiii chiar în unul dintre restaurante. În minigame-ul din noaptea a 5-a, Afton este atacat de spiritele celor 5 copii. Încercând să scape de ei, el se ascunde în costumul de Spring Bonnie, dar arcurile din interior cedează și Afton este omorât. Totuși, spiritul său ajunge să posede costumul, devenind astfel Springtrap.
Jocul este primul din serie care să aibă două finaluri diferite posibile, în funcție de faptul dacă jucătorul a găsit și terminat toate minigame-urile. Dacă jucătorul nu le-a jucat pe toate, atunci va obține "finalul rău" și ultima scenă arată măștile lui Freddy, Bonnie, Chica, Foxy și Golden Freddy cu ochii luminați, sugerând că sufletele copiilor sunt încă prinse în animatronici. Dacă jucătorul a terminat toate minigame-urile, atunci va obține "finalul bun" iar măștile au ochii stinși, sugerând că sufletele copiilor în sfârșite și-au găsit liniștea (cu excepția lui Golden Freddy, întrucât masca sa nu mai apare).
După terminarea nopții a 6-a, intitulată "Nightmare", un articol de ziar poate fi văzut, în care este dezvăluit că a avut loc un incendiu și Frazbear's Freight a ars, lucrurile rămase intacte urmând să fie vândute într-o licitație. Totuși, dacă jucătorul luminează imaginea, atunci Springtrap poate fi văzut intact, dezvăluind astfel că a scăpat din incendiu.